# Dampfloch (bei Heubach)
Das Dampfloch ist eine Höhle bei Heubach, Ostalbkreis. Sie liegt am Rosenstein. Der Eingang liegt an einem nach Osten exponierten Felssporn, 70 m nordwestlich von der Waldschenke am Hang. Vom Höhleneingang aus verengt sie sich zunehmend. Die Gesamtlänge beträgt 34 m.